# Cola philipi-jonesii
Cola philipi-jonesii  es una especie de árbol perteneciente a la familia de las malváceas.   Es  endémica de Nigeria. Está tratada en peligro de extinción por la pérdida de hábitat.

## Descripción
Es un arbusto que alcanza los  1,8-3 m de altura. Se encuentra en las selvas lluviosas de Nigeria. Solo se conoce la especie tipo recolectada en el año 1946. La especie arbustiva, hasta ahora, solo se han registrado en un área pequeña cerca de Ikom que se encuentra entre la división del norte y sur del parque nacional de Cross River.